# Federico Kauffmann Doig
Federico Augusto Kauffmann Doig (né à Chiclayo, Pérou, 20 septembre 1928) est un anthropologue, archéologue et historien péruvien qui a apporté de grandes contributions à l'étude des civilisations précolombiennes, en particulier sur la culture Chavín et la culture Chachapoyas. 
Il a occupé les postes de directeur du musée d'art de Lima, directeur général du patrimoine monumental et culturel de la nation et directeur du musée national d'anthropologie, d'archéologie et d'histoire du Pérou. 
Il a également exercé un enseignement universitaire et est l'auteur de nombreux ouvrages archéologiques et historiques.
Il a été ambassadeur du Pérou en Allemagne de 2006 à 2009.

## Biographie
Fils de Friedrich Kauffmann Strauss et Ada Eugenia Doig Paredes. Son père était allemand. Du côté maternel, il a des ancêtres d'origine écossaise et espagnole, ainsi que des ancêtres dans les cultures millénaires Moche et Lambayeque (ou Sicán).
Il est le descendant de John Doig qui est né à Maybole au Royaume-Uni le 24 juin 1792 et qui a émigré au Pérou en 1820.
Il est né à Chiclayo, mais son enfance s'est passée dans les villes de Cajamarca et du département d'Amazonas, en particulier à Cocochillo (aujourd'hui dans le district de Camporredondo), sur la rive droite du río Marañón. Il a terminé ses études primaires dans sa terre natale, puis secondaire à l'École nationale de Notre-Dame de Guadalupe à Lima.
Federico Kauffmann Doig s'est marié avec Martha Siles dont il a eu cinq enfants : Friedrich, Christine, Martha,Greta et Georg Kauffmann Siles.

### Études et professorats
En 1949, il entre à l'Universidad Nacional Mayor de San Marcos, où il obtient un baccalauréat en sciences humaines (1954) avec une thèse sur « Los Estudios de Chavín 1553-1919 », décernée comme la meilleure du pays. Il obtient ensuite le diplôme de docteur en archéologie (1955) avec une étude sur les influences incas dans l'architecture vice-royale « Le phénomène Huamanguino » et un doctorat en histoire (1962), avec sa thèse sur « l'histoire de l'archéologie péruvienne ».
Il est également titulaire de trois doctorats honoris causa, qui lui ont été décernés par des universités du pays et étrangères.
Il se consacre à l'enseignement, en tant que professeur de sources historiques dans son alma mater de 1960 à 1968. Il est directeur de l'École d'études spéciales de l'Université de San Marcos de 1965 à 1968. Puis pour des raisons politiques, en 1969 sous le gouvernement de Juan Velasco Alvarado, il est évincé de San Marcos.  
En tant que professeur invité, il enseigne l'archéologie andine à l'Université de Bonn (1968-1969 et 1974-1975) en République fédérale d’Allemagne. 
Il enseigne également à la Pontificia Universidad Católica del Perú, à l'Universidad de Lima et à l'Universidad Peruana de Ciencias Aplicadas (UPC). Il est actuellement directeur de l'Institut de recherche archéologique, historique et ethnographique de l'UPC.
Il a également été directeur adjoint de l'Institut national de la culture (1971-1972) et directeur du Département de la conservation du patrimoine archéologique de la Nation (1979-1980).
Parallèlement à ces tâches, il a été directeur du Musée d'art de Lima pendant deux périodes (1960-1964 et 1969-1971), ainsi que du Musée national d'archéologie, d'anthropologie et d'histoire du Pérou (MNAAHP) de 1979 à 1980.

### Recherches archéologiques
Récompensé par une bourse de la Fondation Guggenheim (1964-1965), il effectue des fouilles archéologiques aux États-Unis et au Mexique. 
Entre 1980 et 1982, il a été directeur du projet Chavín, chargé de mener un programme de recherche archéologique sur le site de Chavín de Huántar, parrainé par la Fondation Volkswagen. 
Il a également effectué des recherches :
- à Arequipa (qui a révélé les plaques Chucu, à Condesuyos);
- à Ica (Temple peint d'El Ingenio, à Nazca);
- et Lima (site d'Ancón)[7].

Il a mené plusieurs expéditions archéologiques dans la région amazonienne (expéditions Anti suyu), à la fois dans les bassins du Río Ucayali et du Río Madre de Dios. Avec une attention particulière, il s'est concentré sur l'étude de la culture Chachapoyas, révélant d'importants témoignages laissés par cette civilisation, tels que les mausolées de Revash (Luya) et Los Pinchudos (Gran Pajatén), les momies de Leymebamba ou du Lac des Condors (aujourd'hui Laguna de las Momias), les sarcophages de Carajía, les peintures murales de San Antonio, etc.

Quelques-uns des sites étudiés par F. Kauffmann Doig
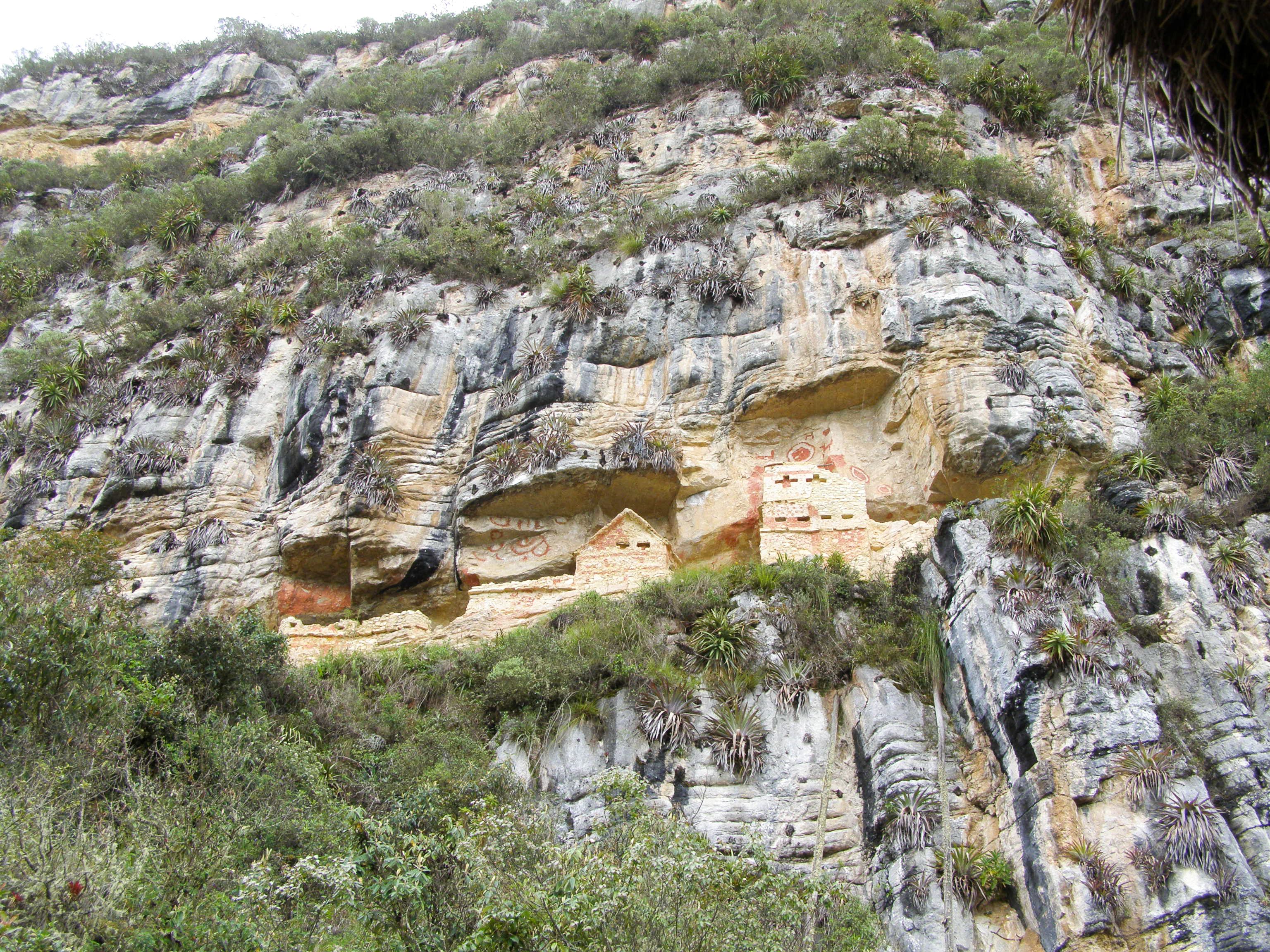
Mausolée de Revash.
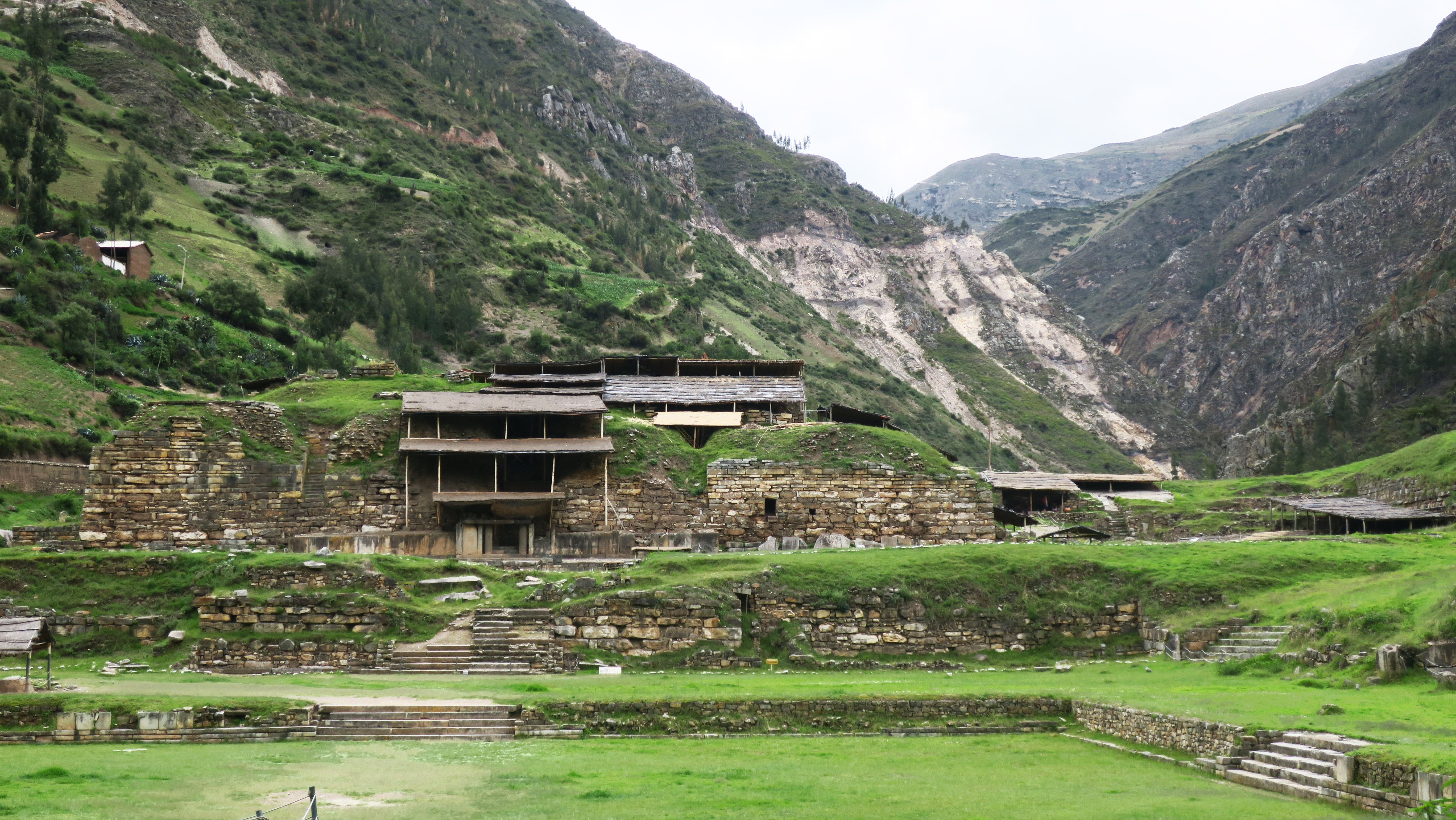
Chavín de Huantar.
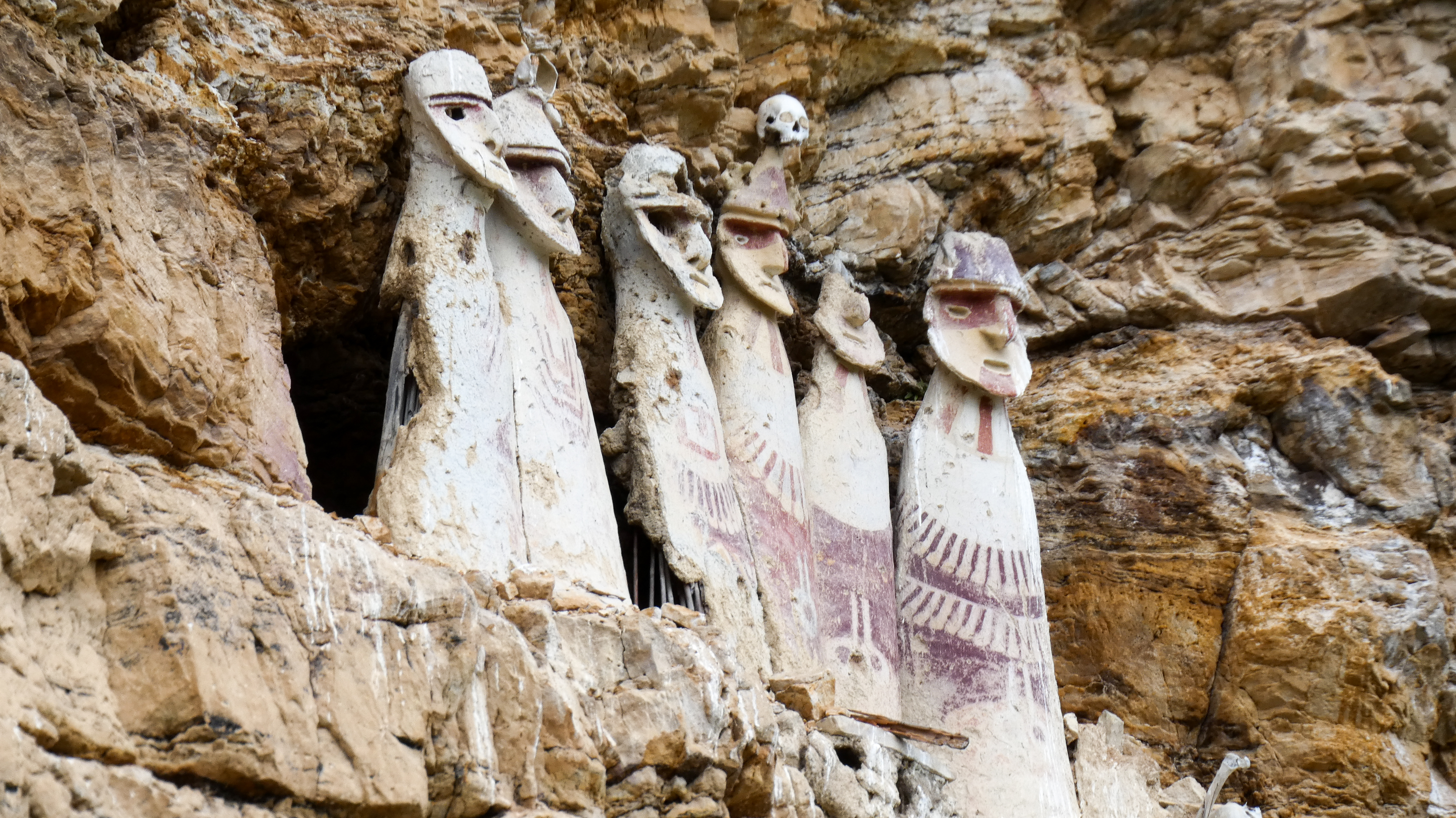
Sarcophages de Carajía.
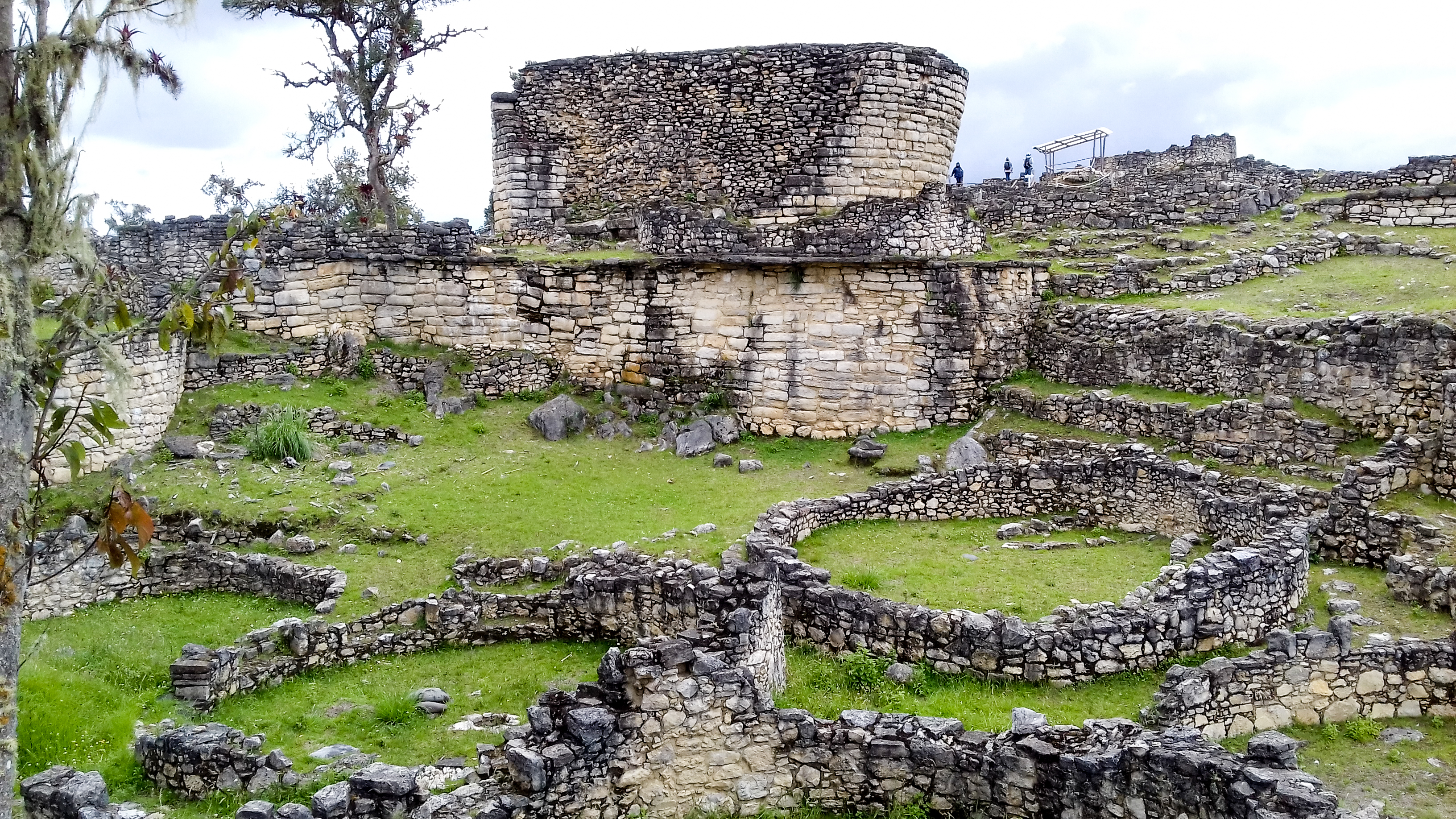
Forteresse de Kuélap.

En 1988, il dirige l'expédition guatémaltèque-péruvienne vers la Laguna del Tigre, qui identifie 94 "monticules" ou constructions pyramidales mayas dans l'ouest du Petén, qui restaient jusqu'alors totalement inconnues.

### Distinctions et contributions
Il est membre titulaire de l'Académie nationale d'histoire, membre honoraire du musée Barbier-Muller (Suisse), membre scientifique du Centro Studi e Ricerche Ligabue (Italie), membre de l'Académie royale d'histoire de Madrid (Espagne) et du Circolo amérindien (Italie). Il est également directeur de l'Institut d'archéologie amazonienne.
Il détient des décorations des gouvernements de Belgique, d'Autriche et de Suède, ainsi que du gouvernement péruvien.
Il est l'auteur de nombreux livres et monographies, publiés en plusieurs langues. Très bon vulgarisateur, il convient de souligner sa volonté permanente de diffuser massivement des informations archéologiques et scientifiques, avec un langage accessible et un grand attrait visuel, où les photographies et les illustrations abondent. Invité par l'historien roumain Mircea Eliade, il a participé à l'édition de son Encyclopedia of religion, avec une étude sur la spiritualité andine.
Il a apporté de nombreuses contributions scientifiques, mettant en évidence sa théorie du développement de la civilisation andine à la suite du déséquilibre produit par la croissance permanente de la population et la rareté des sols propices à la culture, ajoutés aux effets dévastateurs du phénomène El Niño. Il est le père de la théorie alloctoniste de l'origine de la culture péruvienne. Il s'est spécialisé dans l'étude de la formation andine, également connue sous le nom de « Horizon précoce » ou de l'influence Chavín.
En 2006, le gouvernement d'Alan García Pérez a nommé Kauffmann ambassadeur du Pérou en République fédérale d'Allemagne, poste qu'il a occupé jusqu'en 2009.

## Théorie allochtoniste

### L'hypothèse «allochtoniste»
En 1962, Kauffmann a formulé une hypothèse de travail sur l'origine de la civilisation andine, connue sous le nom de théorie allochtoniste.
Interrogeant la théorie autochtone de Julio César Tello (alors théorie officielle et profondément enracinée), Kauffmann a proposé l'existence d'un centre original commun pour les hautes cultures de la Mésoamérique (Mexique et Amérique centrale) et de la zone andine (Amérique du Sud). Ce centre, selon l'approche originale de Kauffmann, aurait été dans la région mésoaméricaine, d'où il aurait rayonné dans le territoire actuel du Pérou, à une période précoce (pré-céramique).

La Mésoamérique à l'échelle du continent américain.

L'Amérique centrale.

La position de Kauffmann reposait sur plusieurs prémisses:
- Les cultures Chavín et Cupisnique, alors considérées comme les plus anciennes du Pérou (de 1200 av. J.-C. à 200 av. J.-C.), n'avaient pas d'antécédents sur le sol péruvien pour expliquer leur formidable floraison. Cela s'est produit soudainement, sans aperçu archéologique des phases de transition nécessaires. Les preuves de la précéramique péruvienne semblaient trop grossières et élémentaires pour être considérées comme des antécédents d'une céramique aussi élaborée que celle de Chavín et Cupisnique.
- La théorie de Tello sur l'origine amazonienne de la culture Chavín était très fragile. La représentation des singes et des félins dans l'art de Chavín ne semble pas être une preuve cohérente que cette civilisation serait issue de la jungle.
- Selon le panorama chronologique de l'époque, les premières phases de la céramique olmèque (formatrice mésoaméricaine) étaient plus anciennes que celles de Chavín et Cupisnique (formatrice andine). En d'autres termes, la haute culture mexicaine était plus ancienne que la péruvienne.
- Le maïs est l'aliment nucléaire de toute l'Amérique, mais la plus ancienne preuve de sa domestication se trouve au Mexique.
- Certains éléments culturels présents dans la pré-céramique péruvienne, tels que la céramique initiale ou rudimentaire, les premiers centres de culte, le maïs primitif, le tissage, l'iconographie dans les nattes décorées de Huaca Prieta, etc., pourraient très bien être considérés comme des éléments «intrusifs» au Pérou il y a 3 000 à 4 000 ans, c'est-à-dire amenés par des étrangers ou de l'étranger.

### Remises en cause
Cette théorie a été remise en question par d'autres spécialistes. Certains la considéraient comme un retour à l'ancienne théorie de Max Uhle sur l'origine maya de la culture péruvienne, déjà réfutée par Tello, bien qu'en réalité les arguments de Kauffmann reposaient sur des considérations différentes. Ce que Kauffmann a soutenu, c'est que les éléments culturels qui sont arrivés dans la région andine étaient encore dans une phase initiale de développement (prélude au formatif), c'est-à-dire encore loin du niveau des cultures maya et aztèque ultérieures.
L'allochtonisme de Kauffmann a été rejeté par ses collègues, devenant même stéréotypé comme créateur de fictions.

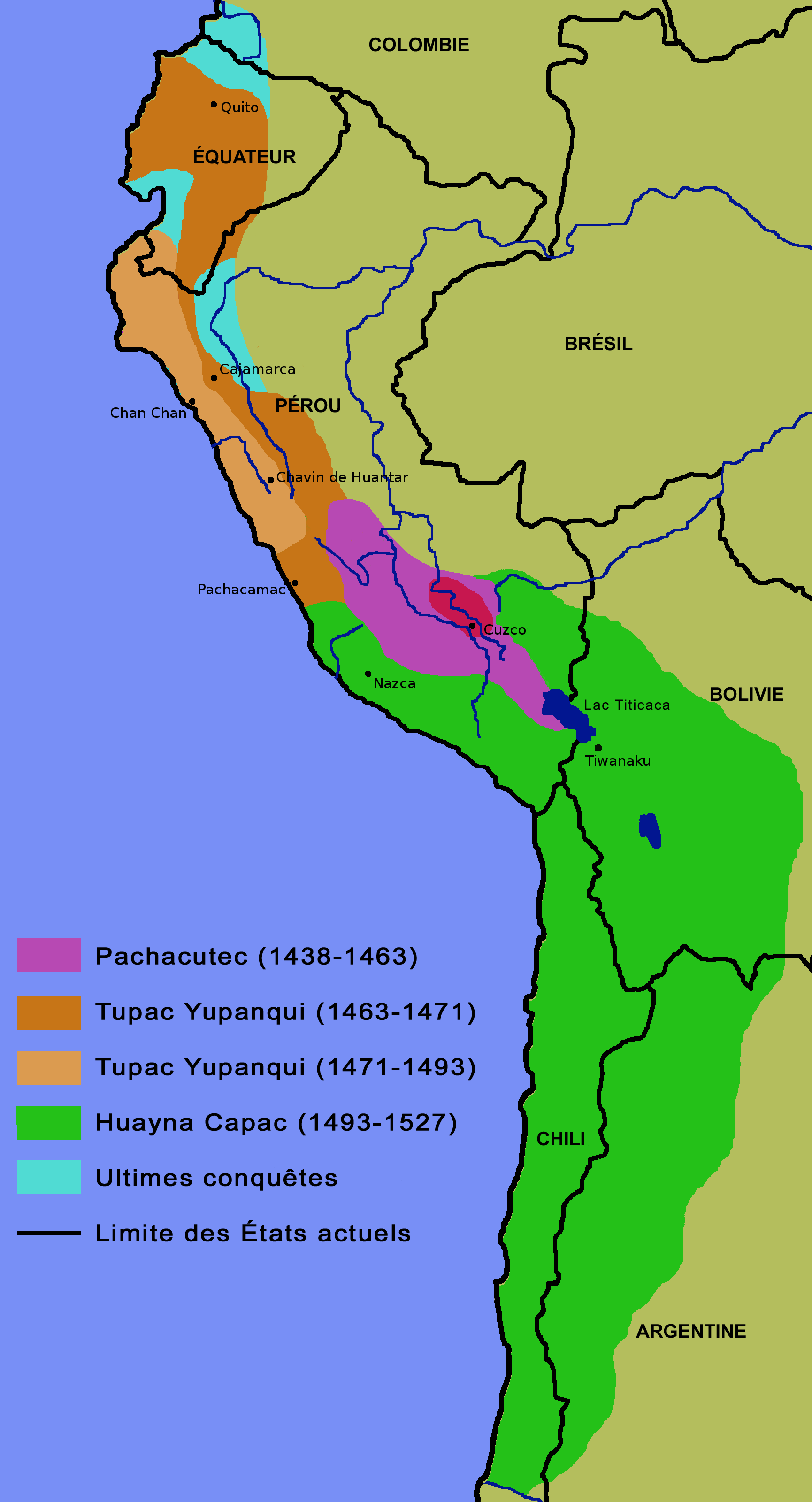
L'Empire inca, continuateur et unificateur des civilisations de l'Équateur au Chili.

L'autochtonisme de Tello était toujours défendu avec ténacité, en grande partie pour ses implications nationalistes. Mais la théorie de Kauffmann ne partait pas non plus de bases très solides.
Au début des années 1970, les études de l'archéologue péruvienne Rosa Fung Pineda (es) ont montré que les bâtiments monumentaux de la côte péruvienne de l'époque archaïque (Las Haldas, El Paraíso et Caral n'avaient pas encore été étudiés), n'étaient pas seulement plus anciens que ceux du « Formatif mésoaméricain », mais a montré des modèles architecturaux similaires avec la culture Chavín plus tardive du « Formatif péruvien ». Kauffmann lui-même c'est alors chargé de souligner les limites de sa thèse originale, l'abandonnant définitivement en 1976.

### Reformulation
Kauffmann a ensuite reformulé sa théorie en se basant sur des études menées au large de l'Équateur, par Donald Ward Lathrap (es), Jorge G. Marcos et James A. Ziedler, et par Donald Collier. 
Ceux-ci soutenaient que le centre d'origine des hautes cultures américaines aurait pu être dans cette région, où les vestiges d'une culture ancienne avec des céramiques très élaborées ont été trouvés. Celles-ci, provenaient de la culture Valdivia, datant de 3000 av. J.-C., c'est-à-dire plus ancienne que ses équivalents du Pérou et de Mésoamérique. La culture de Valvidia se serait répandue à la fois au Pérou et au Mexique, assurant pour ces deux régions, les bases de leur civilisation respective. Cela expliquerait les éléments communs des deux cultures soulignés par Kauffmann et d'autres auteurs, repensant ainsi, essentiellement, la théorie allochtoniste.
En résumé, Kauffmann a redéfini son approche allochtoniste basée sur les études de Lathrap et d'autres. Les hautes cultures américaines, à la fois mésoaméricaines et péruviennes, auraient eu une origine commune, comme il l'avait déjà soulevé dans les années 1960, mais il ne localise plus ce noyau du développement primitif en territoire mésoaméricain. Désormais il place ce centre en territoire équatorien, plus précisément dans le domaine de la culture Valdivia, dont la formation a commencé il y a 5 millénaires approximativement. À partir de Valdivia, après un premier développement local, la culture se serait répandue vers le nord et vers le sud, donnant naissance à la période formatrice du Pérou et du Mexique.

## Œuvres

### Ouvrages
- Dimensiones de la Historia del Perú Antiguo (Lima, 1960)
- Historia de la Arqueología Peruana (Lima, 1961)
- La cultura Chavín (Lima, 1963)
- Origen de la cultura peruana (Lima, 1963)
- Los estudios de Chavín. 1553-1919. (Thèse universitaire soutenue en janvier 1955 et publiée en 1964)
- Tiahuanaco a la luz de la arqueología contemporánea (Lima, 1964)
- La cultura incaica (Lima, 1965), travail commencé par Hans Horkheimer.
- Influencias “inca” en la Arquitectura peruana del Virreinato (Lima, 1965)
- Mochica, Nazca, Recuay en la Arqueología peruana (Lima: UNMSM, 1966)
- Imagen de Chavín (Lima, 1967)
- Manual de Arqueología peruana (1970), qui a eu des éditions successives, jusqu'à présent. Prix pour la promotion de la culture "Inca Garcilaso de la Vega".
- El Perú arqueológico. Bref traité sur le Pérou pré-inca (Lima, 1976).
- Chavín: el formativo peruano (Lima, 1981)
- Comportamiento sexual en el antiguo Perú (Lima, 1983)
- Sexualverhalten im alten Peru (1981)
- Introducción al Perú Antiguo (Lima: Kompaktos éditeures, 1991)
- Sexo y magia sexual en el antiguo Perú (Lima: Edición Quebecor World Perú S.A., 2001)
- Historia y Arte del Perú Antiguo (Lima, 2002, en 6 vls.)
- Los Chachapoya(s). Moradores ancestrales de los Andes amazónicos peruanos (Lima: Universidad Alas Peruanas, 2003)
- Machu Picchu. Tesoro Inca (Lima: Editora Cartolan EIRL, 2005)
- Los Chachapoyas. Constructores de Kuelap y Pajatén (Lima: Derrama Magisterial, 2009).
- Il a traduit Les Incas et leurs ancêtres et Machu Picchu: Trésor Inca[10].

### Articles et contributions dans des livres, encyclopédies et magazines
- « Historia del Perú desde sus orígenes hasta el presente » (3 vls. 1961), anthologie de divers auteurs.
- « La expédition de Gonzalo Pizarro al Dorado y su hipotético paso por las ruinas de Chavín », en Órgano del Centro Federado de Letras - UNMSM. 1,1: 10-12, Lima 1953
- « Las Ruinas de Chopijirca » (Vicos - Ancash), en Rev. del Museo Nacional, 25: 120-139, Lima 1956.
- « Origen alóctono de Chavín », en Origen de la cultura peruana: 49-65, Lima 1960
- « Chuquibamba y Churajón », en Letras 68-9, Lima 1962.
- « Origen mesoamericano de Chavín », en Nuevo Corónica, 1: 148-159, Lima 1963
- « Los primeros peruanos », en Hombres del Perú, v. I, 56 p., Lima 1964.
- « Naymlap, ave totémica de los antiguos lambayecanos », en La Industria, janvier, Chiclayo 1964.
- « Nuevas interpretaciones arqueológicas: origen alóctono de Chavin », en Peruanidad Nº 3, Lima 1964.
- La cultura Chimu, en Las grandes civilizaciones del antiguo Perú, t. IV, Lima 1964
- « Los estudios de Chavín », en Fénix 14, 145-249, Lima 1964
- « Guaman Poma », en Biblioteca hombres del Perú 5, Lima 1964
- « Chuquimanco y Chincha », en Revista 2, 2, Universidad Nacional Federico Villarreal, Lima 1964
- « Lo inca en la arquitectura colonial: el fenómeno huamanquino », en La universidad y el pueblo (seg. época) 3: 108-183, Lima 1965
- « La divinidad en la Estela de Raimondi. Nueva interpretación: ave vs. felino », en El Comercio, Lima 1967.
- « El Perú Antiguo », en Historia General de los Peruanos, v.1, Lima 1969, avec plusieurs rééditions.
- « La decoración en la cerámica Inca », en Copé 6:21-25, Lima 1972.
- « Sexo y magia sexual en el antiguo Perú », en Gran Enciclopedia del Perú; Ed. Lexus, Barcelona 1998.
- « Placas cerámicas de la cueva de Chuco, Condesuyos », en Revista del Museo Nacional, Tomo XLVIII (1986-1987).
- « Divinidades del Antiguo Perú en escenas de connubio », en Revista del Museo Nacional. Tomo XLIX (2000).

### Prix et décorations
- Prix du mérite pour services distingués au rang de commandant, par le gouvernement du Pérou[1].
- Palmas Magisteriales au degré d'Amauta, décerné par le gouvernement du Pérou (1989), pour leurs contributions dans le domaine pédagogique et culturel[1].
- Prix national pour la promotion de la culture "Inca Garcilaso de la Vega" (1970)[1].
- Médaille Neubergh, décernée par le gouvernement suédois pour ses contributions dans le domaine anthropologique. Il a été le premier latino-américain à la recevoir[4].